# Diocèse d'Aného
Le diocèse d'Aného (Dioecesis Anehensis) est une église particulière de l'Église catholique au Togo, dont le siège est à Aného dans la cathédrale Saints Pierre et Paul d'Aného.

## Histoire
Le diocèse d'Aného est créé le 1er juillet 1994, par détachement de l'archidiocèse de Lomé.

## Évêques
- 1er juillet 1994 - 4 août 1995 : Mgr Victor Dovi Hounnaké
- 4 août 1995 - 23 février 1996 : siège vacant
- 23 février 1996 - 13 septembre 2005 : Mgr Paul Jean Marie Dossavi
- 13 septembre 2005 - 3 décembre 2007 : siège vacant
- depuis le 3 décembre 2007 : Mgr Isaac Jogues Agbémenya Kodjo Gaglo (de)

## Territoire
Il comprend les préfectures des Lacs, de Vo et de Yoto dans la région maritime.